# DM i cykelcross 1996
Danmarksmesterskaberne i cykelcross 1996 var den 27. udgave af DM i cykelcross. Mesterskabet fandt sted 14. januar 1996 på en rundstrækning i Hannerup i Fredericia.
Henrik Djernis vandt sit tolvte danmarksmesterskab i træk, da han kom over målstregen knap to minutter foran Michael Jørgensen på andenpladsen.

## Resultater
| Event        | Guld           | Sølv              | Bronze           |
| ------------ | -------------- | ----------------- | ---------------- |
| Herrer       |                |                   |                  |
| Herrer elite | Henrik Djernis | Michael Jørgensen | Jesper Agergaard |
| Herrejunior  | Rene Lohse     | Mikkel Holm       | Dennis Dueholm   |